# Округ Винстон (Мисисипи)
Округ Винстон (енгл. Winston County) је округ у америчкој савезној држави Мисисипи.

## Демографија
По попису из 2010. године број становника је 19.198, што је 962 (-4,8%) становника мање него 2000. године.
| Група             | 2000.          | 2010.         |
| Белци             | 11.024 (54,7%) | 9.891 (51,5%) |
| Афроамериканци    | 8.719 (43,2%)  | 8.753 (45,6%) |
| Азијати           | 17 (0,1%)      | 37 (0,2%)     |
| Хиспаноамериканци | 243 (1,2%)     | 184 (1,0%)    |
| Укупно            | 20.160         | 19.198        |